# Ormig
Ormig byla německá firma vyrábějící přístroje, které měly schopnost levně nahradit klasickou tiskařskou technologii. Vzhledem k zastoupení výrobce v českých zemích se výrobky Ormig rozšířily do českých firem i úřadů. Název firmy se stal synonymem pro rozmnožovací stroje a „ormigování" tak byla činnost rozmnožování výtisků.

## Historie
Dne 2. dubna 1925 si Wilhelm Ritzerfeld podal v Německu, ve Francii, ve Velké Británii a v USA přihlášku na patent „Způsob a zařízení pro vícenásobnou reprodukci písem, kreseb atd. dotiskem". Založil firmu Ormig, což byla zkratka Organisationmittel GmbH, neboli Organizační prostředky, s.r.o. Firma uváděla dvě adresy: 1) Berlin - Tempelhof, Wolframstrasse 87-91 a 2) Bad Oeynhausen, Steistrasse 70.

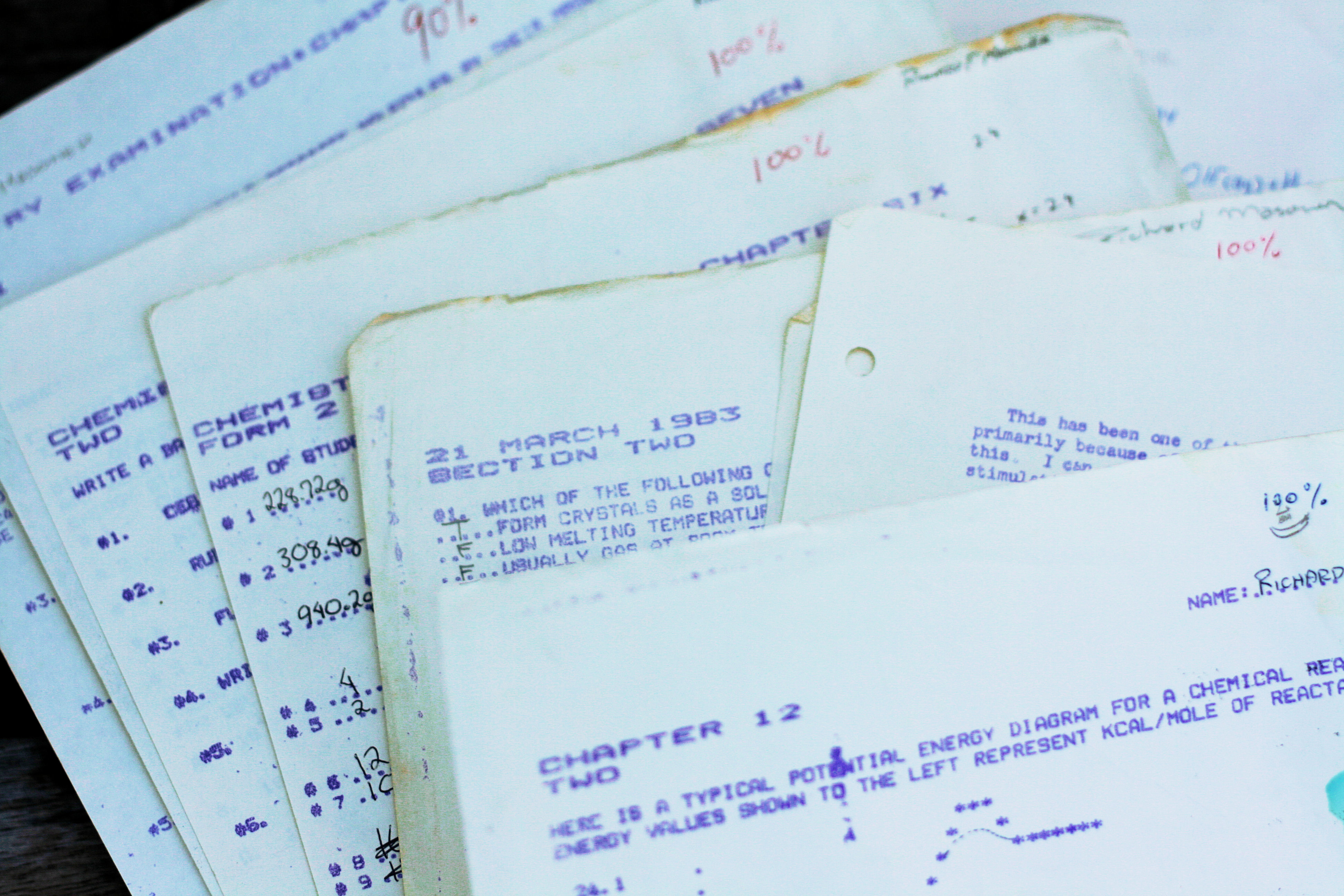
Typická barva kopie ormig

Firma Ormig vyráběla přístroje Ormig V Rekord, Ormig V Udrum a elektrický Ormig V11 Favorit.

## Popis
Výrobky firmy Ormig byly rozmnožovací stroje. Nejednalo se tedy o kopírky, tedy o přístroje, které zkopírují jakoukoli předlohu s textem nebo obrázkem. Rozmnožovací stroje vytvářely kopie pouze z předem připravené tiskové formy, z tzv. matrice. Jako každá tisková forma, například razítko nebo štoček, byla i matrice zrcadlově otočená.
Nejčastěji se matrice vyrobila psaním na psacím stroji. K tomu byly zapotřebí dva papíry, snímací a křídový. Snímací papír se položil barvící stranou nahoru, na něj se položil křídový papír. Oba papíry se navinuly na gumový válec psacího stroje tak, aby snímací papír byl přímo na gumovém válci. Úderem kladívka psacího stroje prorazil obrys písmene povrch snímacího papíru. Průrazem ve tvaru písmene proniklo barvivo na rubovou stranu křídového papíru. Proces přípravy matrice tak připomínal chybné obrácení kopíráku při psaní dokumentu s kopií, kdy se text neobjeví na dalším listu, ale na rubové straně listu (zrcadlově obrácený). Snímací papír obsahoval nejčastěji barvivo „krystalvioleť", protože byla nejintenzívnější, nejvydatnější.
Připravená matrice se napnula v rozmnožovacím stroji. Otáčením klikou se uvedl do pohybu jak přítlačný válec, tak i zvlhčovací zařízení. Lihová náplň zvlhčovacího zařízení postupně rozpouštěla barvivo a umožnila otisk textu na omezený počet listů. Výsledkem byla kopie s modrofialovým potiskem, který byl pro ormig typický.
Intenzita barvy byla důvodem zlepšovacího návrhu výroby inkoustu z použitých snímacích papírů.

## Vlastnosti

#### Výhody:
- jednoduchost
- nízká cena (třetina ceny konkurenčních zařízení typu Cyklostyl)
- levný provoz[12]
- odpadá manipulace s barvami
- vzácně používaná možnost vícebarevného tisku

#### Nevýhody:
- intenzivní zápach lihové náplně[13]
- obsluha mohla mít bolest hlavy, nevolnost, závratě nebo rozmazané vidění[14][15]
- pouze několik desítek kopií
- nízká kvalita tisku
- omezená životnost kopií - vyblednutí[16][17]

## Kategorie rozmnožovacích strojů
Některé rozmnožovací technologie umožňovaly jen omezený počet kopií, a proto se přístroje, které pracovaly s využitím těchto technologií nazývaly hektografické. Hektografie je složenina slov řeckého původu: hekatón (sto) a graphia (psaní). Do této kategorie patří:
- suchý kopírovací proces a zařízení k tomuto účelu; patent č. 46192 ze dne 31. října 1878 Wilhelma Kwayssera a Rudolfa Husáka zvaný hektograf.[19][20]
- lihový kopírovací proces (lihotisk) Wilhelma Ritzerfelda zvaný ormig
- kopírovací proces s použitím blány (blánová metoda)[21] zvaný cyklostyl

Československá státní norma ČSN 01 3801 - Názvosloví v reprografii radikálně zasáhla do reprografického názvosloví:
- odstraněním firemních výrazů jako ormig a cyklostyl[22]
- odstraněním výrazů lihové kopírování a blánové kopírování
- ustanovením výrazů snímací tisk[23] a průtiskový tisk[23]

Nové technické termíny se v běžné řeči neuchytily; dál se používaly termíny ormig a cyklostyl. Někdy se tyto termíny a tyto technologie zaměňovaly. Vlastivědné muzeum v Šumperku prezentuje exponát č. H 9464 jalo cyklostyl a uvádí, že pracoval s ormigovou matricí. Navíc jako výrobce uvádí firmu Mazánek a Šmalák, která obchodovala s kancelářskými stroji.
Dokonce se díky modrofialové barvě zaměňoval ormig s modrotiskem - kyanotypií (diazotypií).

## Československo
I v Československu se vyráběly lihové rozmnožovací stroje. Mimo přístrojů firmy Šimůnek to byly přístroje, po válce vyráběné jako Ormig typ 120. Později bylo jméno výrobku změněno a nabízel se k prodeji jako Exprint 120.
Později se vyráběly v národním podniku Adast, závod Cvikov typy Maxima A3 pro velikost papíru 300 x 420 mm. a v národním podniku Koh-i-noor České Budějovice přístroj Corona ES 5 nebo Corona Dupleco. Zhruba od roku 1986 byly přístroje Corona nahrazeny novou vývojovou řadou pod značkou ASTRA ES7 a ASTRA ES8. Oba přístroje Corona i ASTRA byly vyráběny v licenci a byly distribuovány do celého socialistického tábora. Přístroje se vyráběly v závodě 08 Milevsko. Přístroj ASTRA S11 byl na kliku, stejně tak jako přístroj Corona S10. Přístroje Corona ES5 a Corona ES6 byly již na elektrický pohon, stejně tak jako jejich nověší typy ASTRA ES7 a ASTRA ES8. Snímací papíry (hovorově blány) byly vyráběny pod značkou GAMA, stejně jako ubrousky k očištění rukou pod názvem ORMIČIK. Kromě denaturovaného líhu se používal líh k tomu určený pod názvem ORMIGTIN (který občas voněl po kofole).
Ormig - organizace podniků Praha II. Krakovská 27 (Václavské náměstí 56) palác Fénix[ujasnit]

## Totalitní režimy
Cenzura tisku v demokratickém meziválečném Československu bránila šíření nedemokratických ideologií. Rozmnožovací stoje se tak staly prostředkem extrémistické levice i pravice. Po rozhodnutí, že byl spáchán vydáním trestní čin, byly tiskoviny zabaveny policií.
Komunistický režim zahnal do ilegality i demokratické části společnosti. Proto se rozmnožovací stroje staly šiřitelem demokratických myšlenek a staly se součástí samizdatu. Represivní orgány však nečekaly, až tiskoviny vzniknou, ale přijaly opatření, aby tyto tiskoviny vůbec nevznikly. Pořízení nových snímacích (hektografických) papírů bylo vázáno na odevzdání použitých papírů. Technické prostředky tisku byly pod dohledem veřejné bezpečnosti skartovány. Rozmnožovací přístroje byly evidovány a hlídány. Tato opatření nebyla dodržována po sovětské okupaci v roce 1968, kdy se tiskly letáky. Po normalizaci byla uplatňována až do listopadu 1989.